# Seo Hui
Seo Hui (서희,  徐熙) , né en 942 et mort en 998, est un diplomate et un homme politique coréen du royaume de Koryo. Il est célèbre  pour avoir persuadé une troupe de 60 000 Khitans de quitter le pays sans avoir à livrer bataille. 

## Référence
1. ↑  Les Coréens dans l'histoire, « Seo Hui, éminent diplomate de la dynastie Goryeo », KBSworld, le 9 juillet 2010.